# Molly Malone

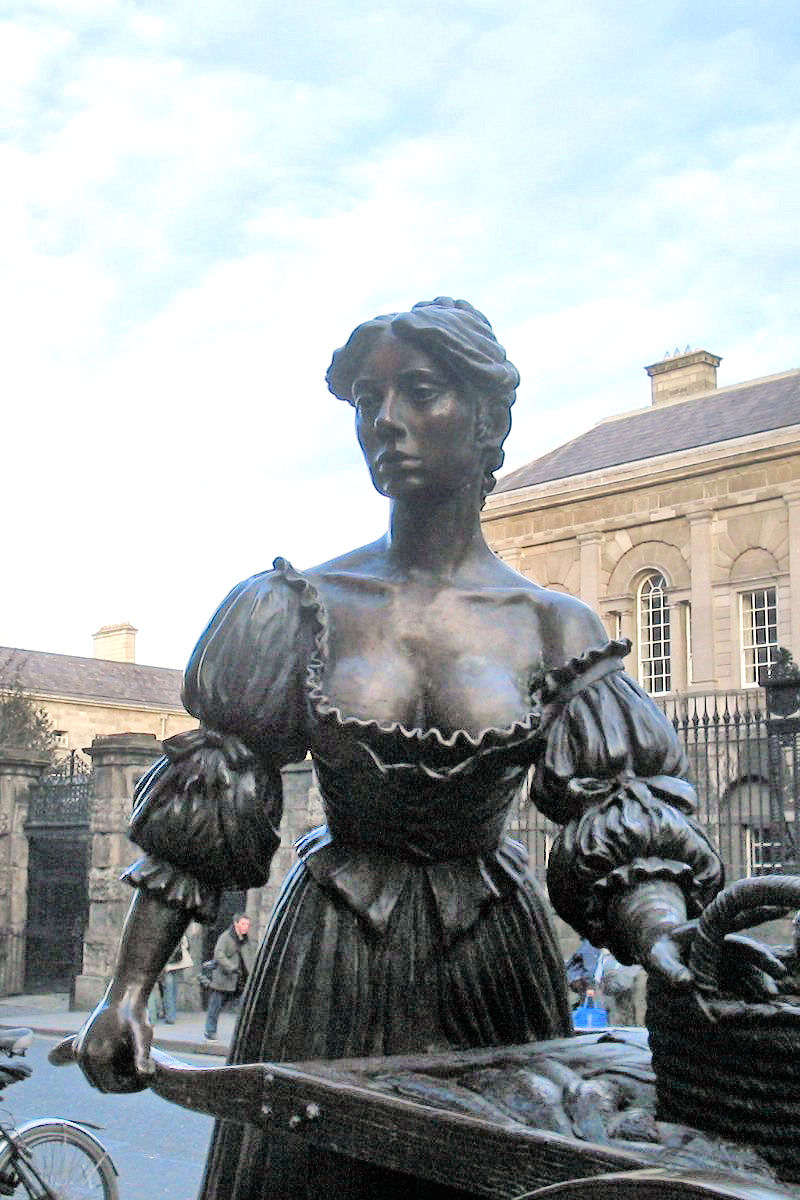
A estátua de Molly Malone em sua antiga localização

"Molly Malone" é uma tradicional canção irlandesa e a personagem central retratada na letra: uma comerciante que vende peixes e frutos do mar pelas ruas de Dublin. A canção, considerada o hino não oficial de Dublin, já foi tocada por vários artistas famosos, dentre os quais os The Dubliners.

## Estátua
Uma estátua em homenagem à personagem foi erguida em 1988, ano de celebração dos mil anos da lendária fundação de Dublin em 988, na Grafton Street, uma das principais ruas comerciais da cidade. O véu de inauguração foi retirado pelo então Lord Mayor (prefeito) Alderman Ben Briscoe. Em 2014, para dar espaço à construção de ferrovias do sistema Luas, a estátua foi removida do local e mudada para a Suffolk Street. No entanto, prevê-se que a estátua volte à sua localização original ao final de 2017.